# Bedřichov (okres Jablonec nad Nisou)
Bedřichov (německy Friedrichswald) je obec, která se nachází v okrese Jablonec nad Nisou v Libereckém kraji. Žije zde 402 obyvatel. Leží 6 kilometrů severně od Jablonce nad Nisou a 5 kilometrů východně od Liberce. V létě slouží Bedřichov jako výchozí místo pro turistiku a cykloturistiku po Jizerských horách. Z Bedřichova také vedou bezbariérové stezky do okolí. Přímo nad Bedřichovem se nachází rozhledna Královka. Obec je spojena silnicí jak s Jabloncem, tak s Libercem.

## Lyžařské středisko
V zimě slouží Bedřichov jako startovní místo mnohých běžkařských výprav do Jizerských hor. Na místním stadionu, kousek od parkoviště a autobusové zastávky, začíná běžecká trať Jizerská magistrála, vedoucí na Novou Louku a pak dále směrem na Kristiánov, Knajpu a Smědavu.
Na svazích Malinového vrchu je v nadmořské výšce 710 až 802 m ski areál Ski Bižu s.r.o. Nachází se v něm 7 vleků a 9 sjezdovek o celkové délce 5,4 km.

## Historie
První písemná zmínka o obci pochází z roku 1602. V té době tu byla sklářská huť, kolem které vyrostla vesnice, která dostala název Bedřichov. Sklárna tu fungovala 209 let a poskytovala práci obyvatelům vesnice. Pozůstatky historické sklárny jsou zapsány v Ústředním seznamu kulturních památek České republiky. Později se sklářská řemesla začala provádět v menším měřítku – v několika chalupách byly brusírny a mačkárny skla, ženy a děti se zabývaly skleněnými knoflíky a navlékáním skleněných perel. Od roku 1894 je v Bedřichově pošta. V letech 1938 až 1945 se obec v důsledku uzavření Mnichovské dohody stala součástí nacistického Německa. Po druhé světové válce došlo k vysídlení původních německých obyvatel a dosídlení českým a dalšími etniky.
Od 1. července 1980 do 31. července 1990 byla vesnice součástí obce Janov nad Nisou a od 1. srpna 1990 se stala samostatnou obcí.

## Obecní symboly
Právo užívat znak a vlajku bylo obci uděleno rozhodnutím Poslanecké sněmovny Parlamentu České republiky dne 17. června 2009.

### Znak
Dělený štít, horní pole stříbrno – modře děleno, nahoře zkřížené dřevěné lyže přirozené barvy, dole doleva položené stříbrné sklářské kleště. V dolním zeleném poli zlaté vozové kolo.

### Vlajka
Vlajka je tvořena listem o poměru stran 2:3 se třemi vodorovnými pruhy – bílým, modrým a zeleným. Bílá barva symbolizuje sníh, modrá nebe a sklo a zelená barvu lesů a luk Jizerských hor. Na webu obce je na obrázku vlajky ještě uprostřed listu umístěn obecní znak. Tato verze však nebyla schválená, jde o svévolné „polepšení“ vlajky ze strany obce, porušující Základní vexilologické zásady pro tvorbu nových obecních symbolů.

## Obyvatelstvo
| Rok            | 1869  | 1880  | 1890  | 1900  | 1910  | 1921  | 1930  | 1950 | 1961 | 1970 | 1980 | 1991 | 2001 | 2011 | 2021 |
| -------------- | ----- | ----- | ----- | ----- | ----- | ----- | ----- | ---- | ---- | ---- | ---- | ---- | ---- | ---- | ---- |
| Počet obyvatel | 1 209 | 1 206 | 1 268 | 1 255 | 1 394 | 1 196 | 1 248 | 540  | 255  | 177  | 165  | 163  | 239  | 300  | 335  |
| Počet domů     | 181   | 198   | 217   | 222   | 226   | 230   | 240   | 245  | 79   | 69   | 60   | 88   | 81   | 119  | 140  |

## Obecní správa a politika
V letech 2010–2014 byl starostou Petr Šmaus, od roku 2014 funkci vykonává Petr Holub.

## Pamětihodnosti
- Kostel sv. Antonína Paduánského
- Venkovská usedlost Fuchsloch v Kristiánově – dnes muzeum sklářství
- Pozůstatky sklárny v centru Bedřichova
- Šámalova chata na Nové Louce – bývalý lovecký zámeček, dnes je zde penzion a restaurace
- Jedna z nejstarších staveb s číslem 5 (1 až 4 už nejsou) – původní roubenka postavená okolo roku 1905,dnes Penzion Chaloupka leží na svahu Maliníku.

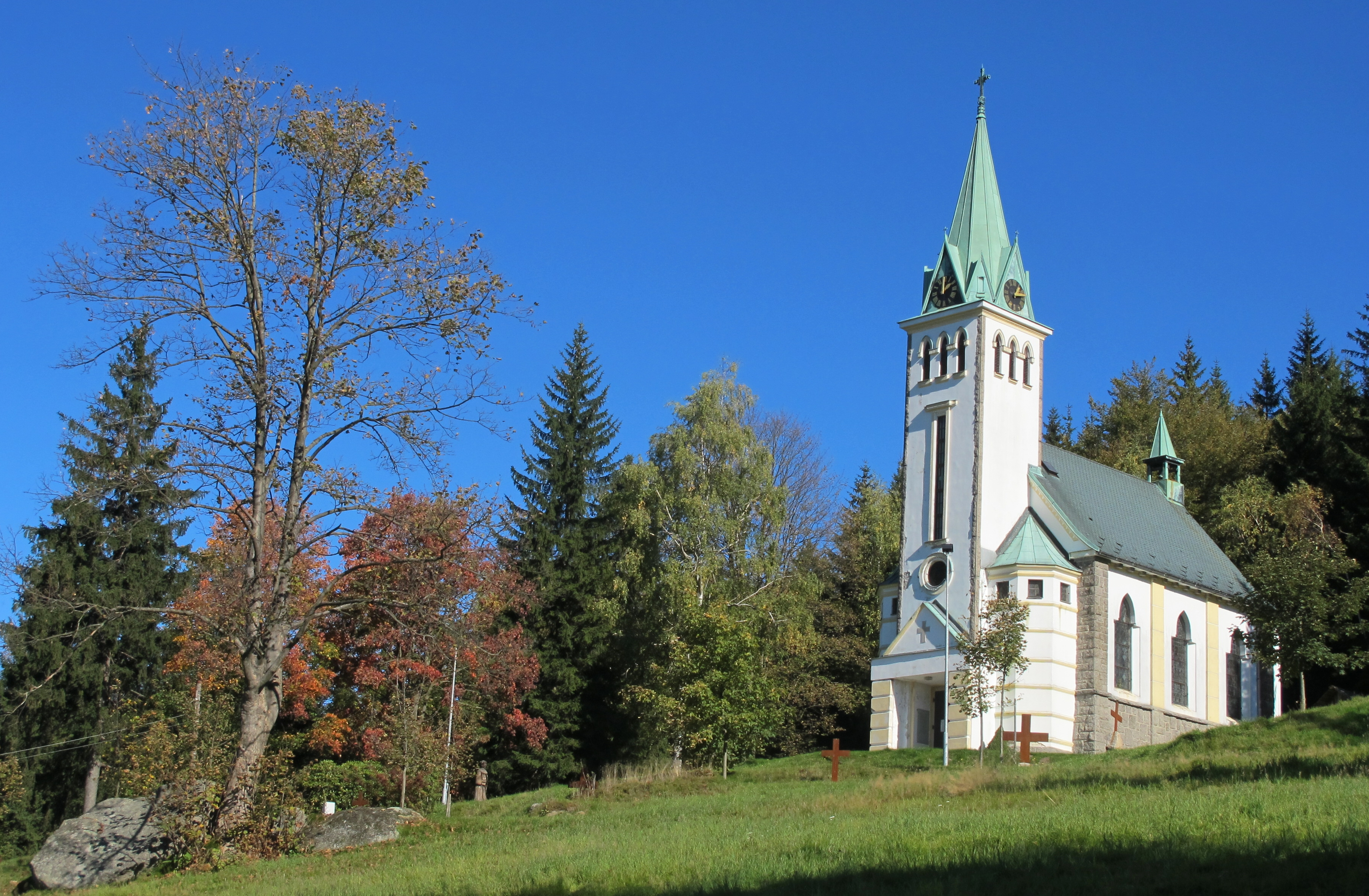
Kostel sv. Antonína
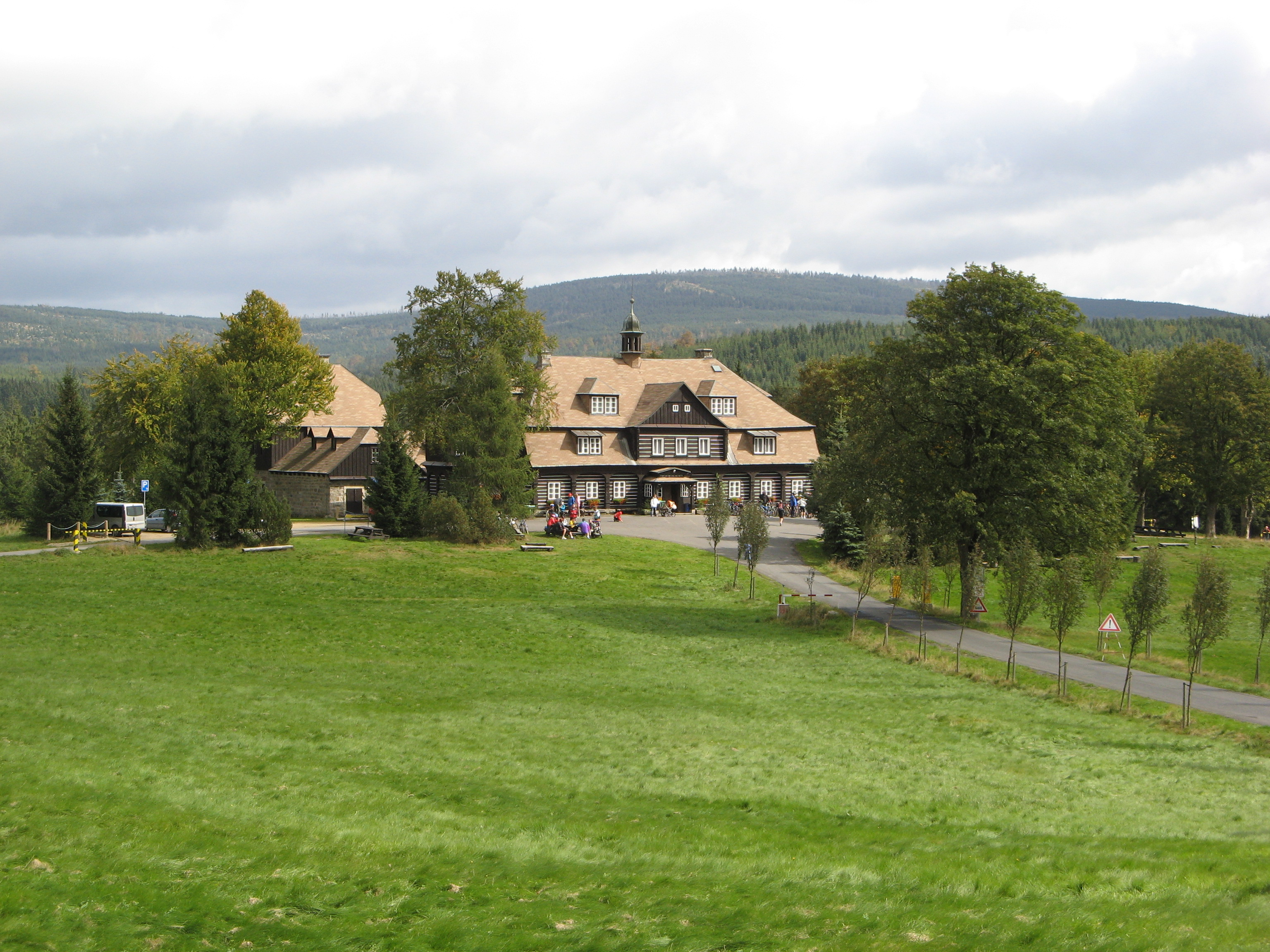
Šámalova chata na Nové louce

## Chráněná území
Bedřichov leží v oblasti CHKO Jizerské hory, ale do jeho katastru spadá několik maloplošně chráněných území.
- PR Klikvová louka – vrchoviště s částí podmáčené smrčiny
- PR Nová louka – rašeliniště porostlé klečí, část území zaujímá rašelinná smrčina
- Část PR Černá hora – horská smrčina a rašeliniště, tokaniště tetřeva hlušce (Tetrao urogallus)

## Významné osobnosti
- Antonín Pilz († 31. ledna 1932), mlynář a hybatel života obce. Více než 20 let byl obecním starostou a současně také předsedou místní školní rady. Také jako člen, případně zakladatel většiny místních spolků si získal svou čilostí trvalé zásluhy. Poslední roky byl činný zvláště ve výboru pro stavbu kostela, což jej úplně zaměstnalo a čemuž věnoval veškerou svoji činnost. Jeho pohřeb byl důkazem ocenění a lásky jimž se těšil u svých známých i občanstva
- Květa Kunze (* 1947 Jablonec nad Nisou), česká zpěvačka. Zpívala v liberecké beatové skupině Atlantic, později v orchestru Ladislava Bareše, za něhož byla rovněž provdána. V současné době bydlí se svým manželem Petrem Kunzem v Bedřichově. Stále však zpívá, hraje na kytaru a konferuje bedřichovské koncerty. Je aktivní členkou spolku Bedřichováci.
- Stanislav Řezáč (* 29. dubna 1973), český sportovec, běžec na lyžích. Několikanásobný vítěz Jizerské 50.
- Karel Štědrý (1937–2017) byl český zpěvák, herec, moderátor. V letech 1962 až 1972 člen Divadla Semafor a Divadla Rokoko. V Bedřichově měl chalupu. Čestný občan Bedřichova.
- Zdeněk Vokatý (1926–2010) Stál za zrodem zdejších sjezdovek (vleků i přilehlých chat) přímo v Bedřichově (Malinovka), Hraběticích (Arnika) a samozřejmě na Tanvaldském Špičáku, a to již koncem šedesátých let 20. století. Vokatý patřil také k spoluzakladatelům horské služby v Jizerských horách (zal. 1954).Vokatý v roce 2010 tragicky zahynul na aktivní dovolené v Dolomitech.

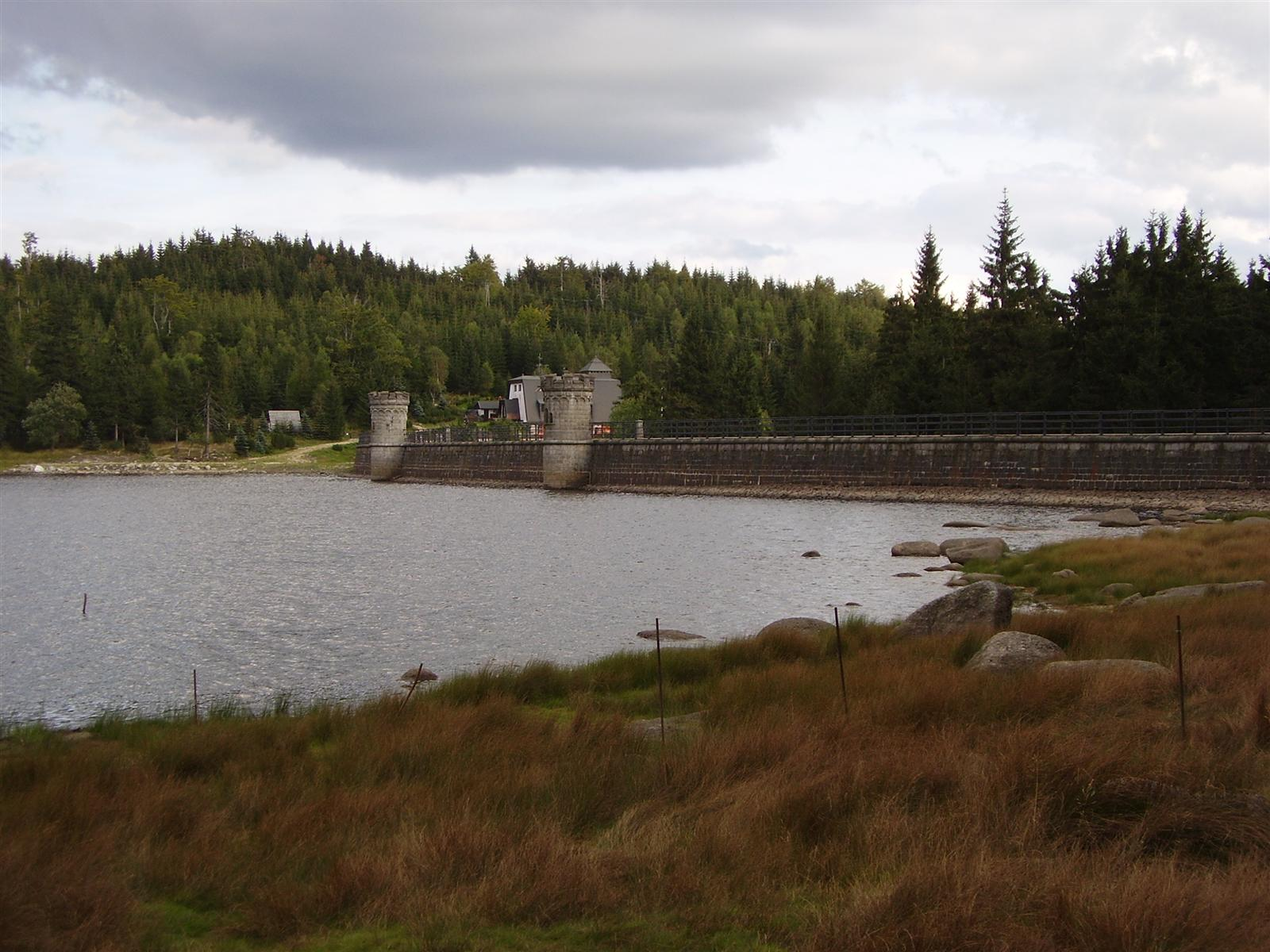
Bedřichovská přehrada
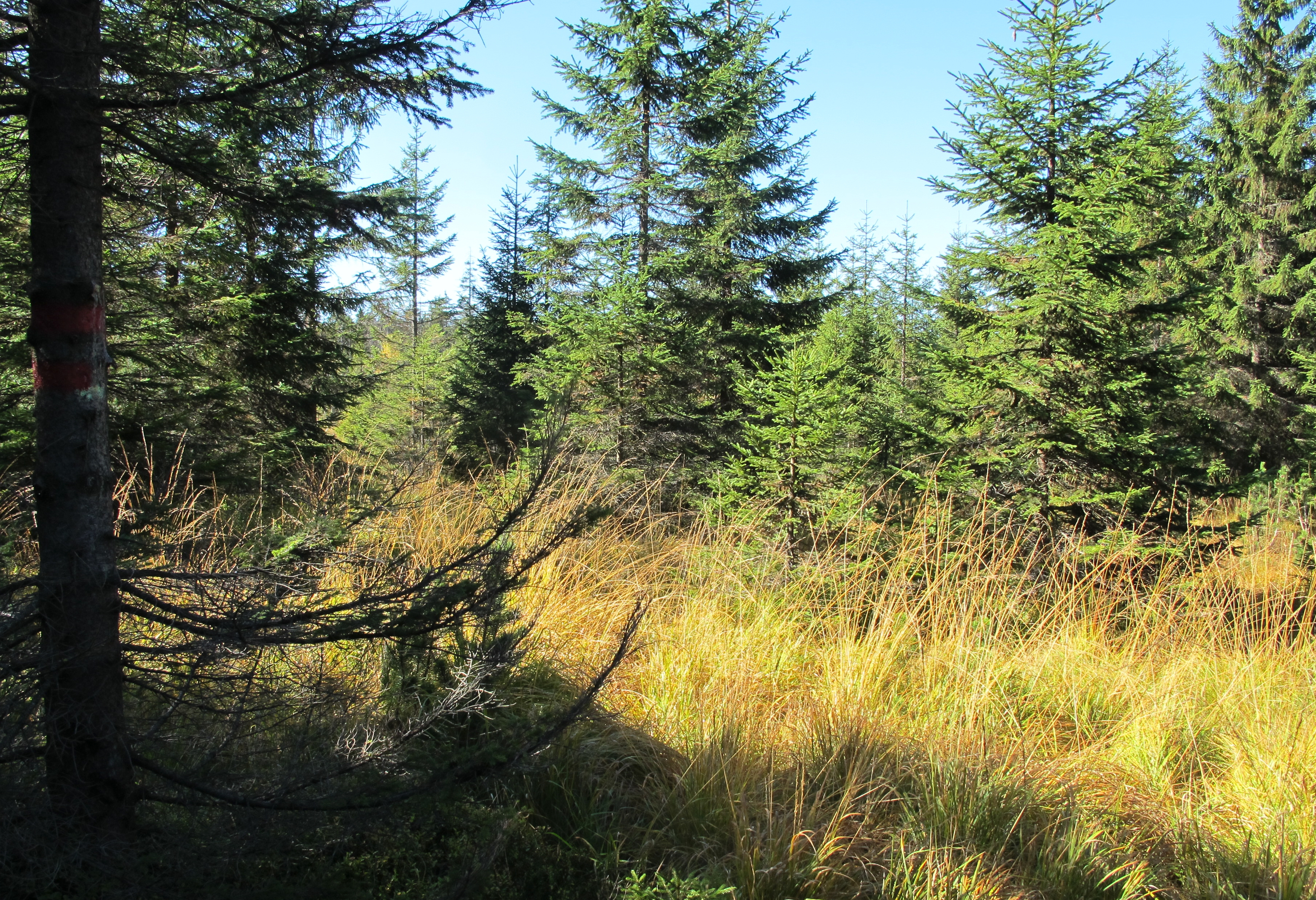
PR Klikvová louka
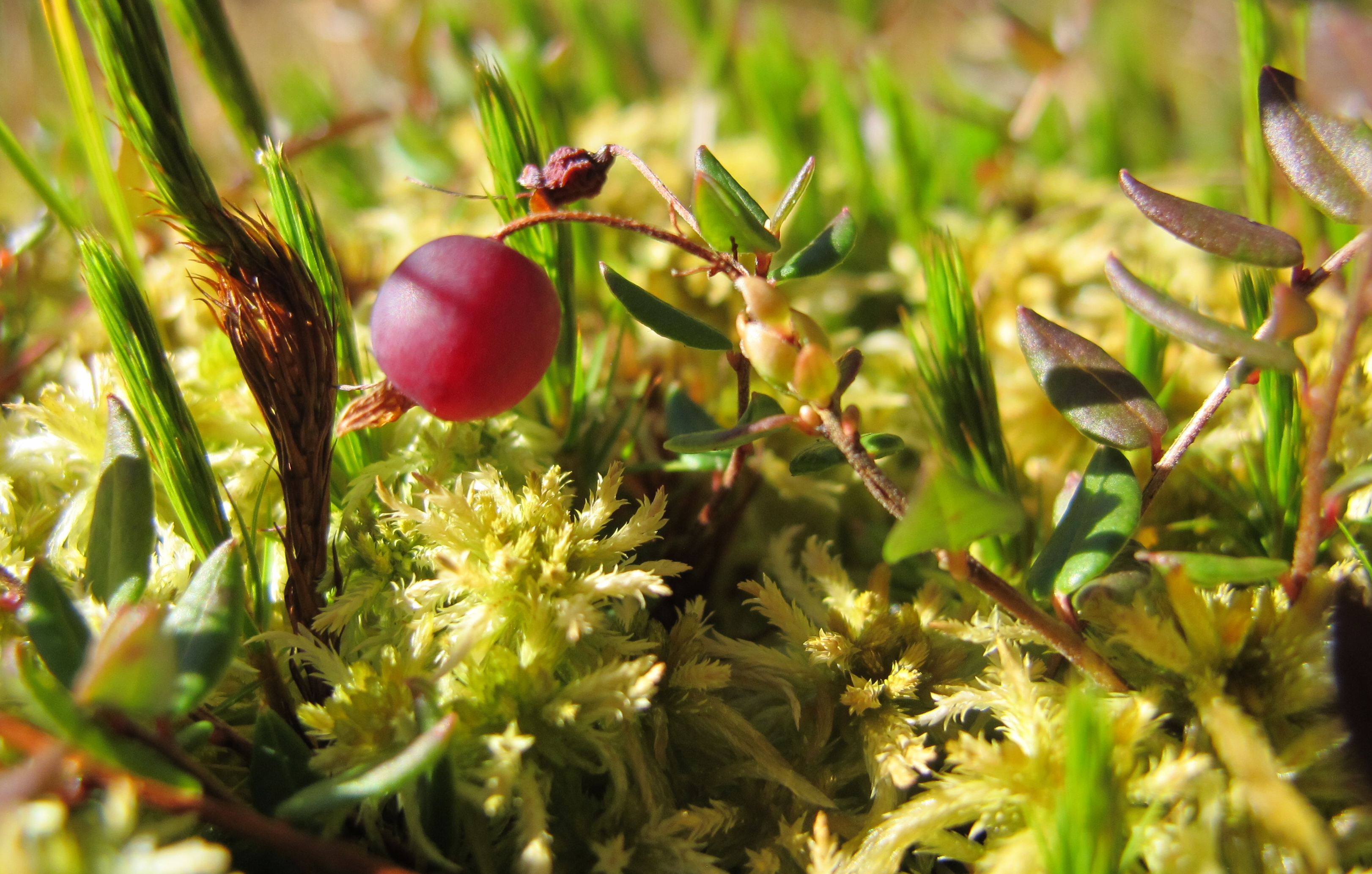
Klikva bahenní (Oxycoccus palustris) v PR Klikvová louka
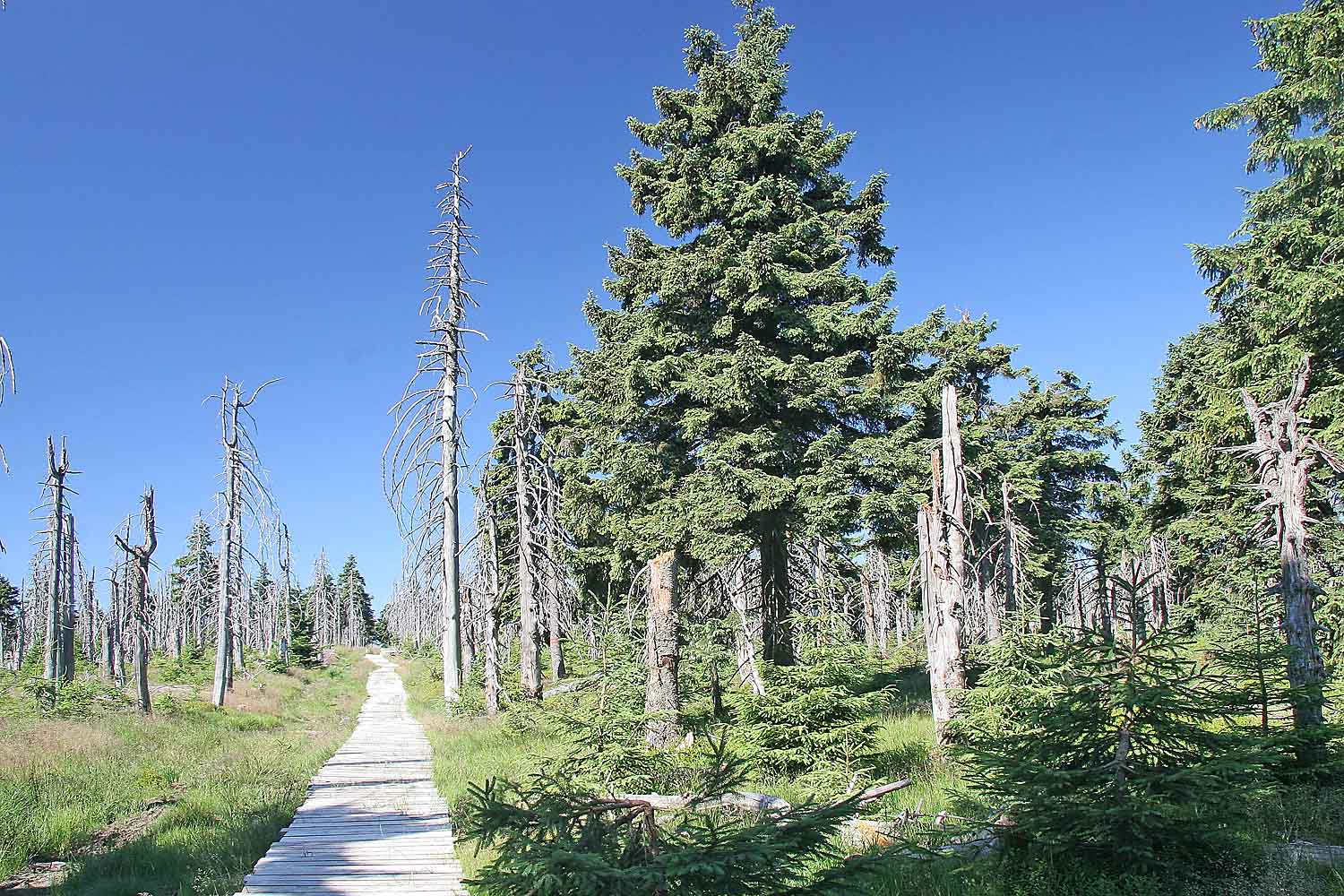
Chodník v PR Černá hora
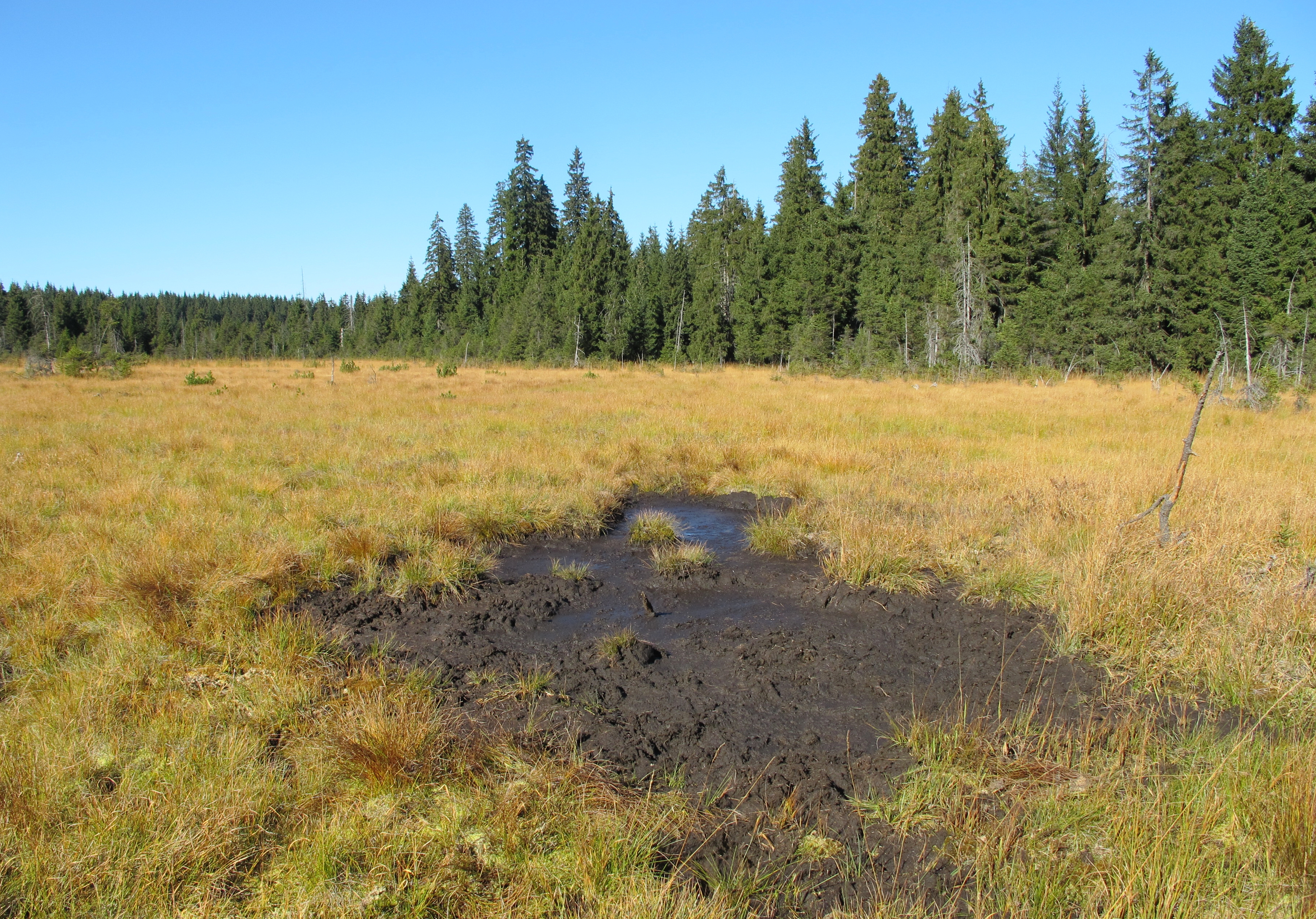
PR Nová louka